# طائر الشمس البرونزي
طائر الشمس البرونزي (الاسم العلمي: Nectarinia kilimensis)، هو نوع من أنواع الطيور من فصيلة تميريات وهي تقع في الغالب في أجزاء من الجنوب الإفريقي.

## الوصف
- تتمتع طيور الشمس البرونزية بمنقار طويل ورفيع ومنحنٍ جيدًا.[8]

- يمتلك الذكور نغمات برونزية وخضراء ولكنهم غالبًا ما يبدون أسودًا في الضوء.

- الأنثى لديها حاجب شاحب ومنتزه مصفر إضافي أسفل البطن مع خطوط دقيقة.

- في بعض الأنواع الفرعية الموجودة تحديدًا في أنغولا، يوجد دفقة من اللون الأخضر الغريب.

لكنها لا تتداخل في نطاقها مع طيور الشمس ذات اللون الملكيت أو ذات اللون القرمزي في المناطق المماثلة التي لا تحتوي على هذا الخط الأخضر.
- تفتقر ذكور طيور الشمس إلى أي درجات أرجوانية للريش الموجود في الأنواع الأنثوية. [9]

## البيئة والانتشار
- تنتشر في المناطق الإفريقية ويمكن العثور عليها بالقرب من حواف الغابات وجوانب الجبال والمرتفعات الشرقية في زيمبابوي، أنغولا، وبوروندي، وجمهورية الكونغو الديمقراطية، وإثيوبيا، وكينيا، وملاوي، ورواندا، وتنزانيا، وأوغندا، وزامبيا.[10]

- يبقون بعيدًا عن المناطق المأهولة بالسكان في هذه البلدان ويتكيفون مع معظم البيئات النائية.

- تشمل هذه البيئات السافانا، وأراضي الشجيرات المجففة، والعشب، والمناطق التي تغمرها الفيضانات الموسمية، والحدائق الريفية.[11]

## الصوت
- تستخدم طيور الشمس البرونزية مزيجًا من نغمات التغريد متبوعة بأصوات صفارة أكثر وضوحًا.

- تسمع هذه الأصوات غالبًا خلال الصباح الباكر ومنتصف النهار.[12]